# Фолорунсо, Айомиде
Айомиде Темиладе Олуватоёси Фолорунсо (итал. Ayomide Temilade Oluwatoyosi Folorunso; род. 17 октября 1996, Абеокута) — итальянская легкоатлетка нигерийского происхождения, специалистка по бегу на короткие дистанции и барьерному бегу. Выступает на профессиональном уровне с 2011 года, обладательница бронзовых медалей чемпионата мира по эстафетам и чемпионата Европы в помещении, двукратная чемпионка Универсиады, чемпионка Средиземноморских игр, многократная победительница и призёрка первенств национального значения, действующая рекордсменка Италии в беге на 400 метров с барьерами и в эстафете 4 × 400 метров, участница летних Олимпийских игр в Рио-де-Жанейро.

## Биография
Айомиде Фолорунсо родилась 17 октября 1996 года в городе Абеокута, Нигерия. В возрасте восьми лет вместе с родителями переехала на постоянное жительство в Италию — её отец работал горным геологом в Фиденце.
Успешно выступала на различных юношеских и юниорских стартах начиная с 2011 года, при этом вошла в состав итальянской сборной лишь в конце 2013 года, став гражданкой Италии. Вынуждена была пропустить юношеское мировое первенство в Донецке — паспорт ей вручили только спустя несколько дней после окончания соревнований.
Попав в национальную команду, в 2014 году выступила на юниорском мировом первенстве в Юджине, где в беге на 400 метров с барьерами стала седьмой.
В 2015 году на юниорском европейском первенстве в Эскильстуне завоевала бронзовую и серебряную награды в 400-метровом барьерном и беге и в эстафете 4 × 400 метров соответственно. Бежала эстафету на взрослом чемпионате мира в Пекине.
В 2016 году в беге на 400 метров с барьерами финишировала четвёртой на чемпионате Европы в Амстердаме. Благодаря череде удачных выступлений удостоилась права защищать честь страны на летних Олимпийских играх в Рио-де-Жанейро — в барьерном беге дошла до стадии полуфиналов, тогда как в эстафете вместе с соотечественницами стала шестой, установив ныне действующий национальный рекорд Италии — 3:25.16.
В 2017 году в эстафете 4 × 400 метров заняла четвёртое место на чемпионате Европы в помещении в Белграде. На молодёжном европейском первенстве в Быдгоще одержала победу в барьерном беге и стала пятой в эстафете. Будучи студенткой, представляла Италию на Всемирной Универсиаде в Тайбэе, откуда привезла золотую медаль, выигранную в 400-метровом барьерном беге. Принимала участие в чемпионате мира в Лондоне — дошла до полуфинала в беге на 400 метров с барьерами, в то время как в эстафете 4 × 400 метров в финал не вышла.
В 2018 году на чемпионате мира в помещении в Бирмингеме бежала 400 метров и эстафету 4 × 400 метров, во втором случае стала в финале пятой. На Средиземноморских играх в Таррагоне выиграла эстафету и стала серебряной призёркой в барьерном беге. На чемпионате Европы в Берлине остановилась в полуфинале барьерного бега и показала пятый результат в эстафете.
В 2019 году отметилась выступлением на чемпионате Европы в помещении в Глазго — дошла до полуфинала в дисциплине 400 метров, выиграла бронзовую медаль в эстафете 4 × 400 метров. Позднее взяла бронзу на чемпионате мира по легкоатлетическим эстафетам в Иокогаме, победила в 400-метровом барьерном беге на Всемирной Универсиаде в Неаполе, стала третьей в эстафете на командном чемпионате Европы в Быдгоще. Выступала в барьерном беге и в эстафете на чемпионате мира в Дохе.
В 2021 году заняла пятое место в эстафете 4 × 400 метров на эстафетном чемпионате мира в Хожуве. Находилась в составе итальянской эстафетной команды на Олимпиаде в Токио, но в итоге выйти здесь на старт ей не довелось.
В 2022 году среди прочего стартовала на чемпионате мира в Юджине, где установила ныне действующий национальный рекорд Италии в беге на 400 метров с барьерами (54,34), и на чемпионате Европы в Мюнхене.